# Henri Cornet
Henri Cornet, zwany także „Jardy” (ur. 4 sierpnia 1884 w Desvres, zm. 18 marca 1941 w Prunay-le-Gillan) – francuski kolarz szosowy.
Henri Cornet przeszedł do historii dzięki swojemu niespodziewanemu zwycięstwu w drugiej edycji Tour de France w 1904 roku. Osiągnął to właściwie dzięki temu, że czterech pierwszych kolarzy w klasyfikacji generalnej Maurice Garin (zwycięzca TdF 1903), Lucien Pothier, César Garin oraz Hippolyte Aucouturier zostało zdyskwalifikowanych za skracanie sobie trasy wyścigu przy pomocy kolei. Cornet zajmujący 5. pozycję, został uznany za właściwego zwycięzcę kilka miesięcy po zakończeniu wyścigu.
Cornet jest do dziś najmłodszym zwycięzcą Tour de France wszech czasów. Wygrywając wyścig miał niespełna 20 lat, jednak mimo tego sukcesu, jak i zwycięstwa w wyścigu Paryż-Roubaix w 1906 roku, nie zalicza się go do elity kolarstwa tamtych czasów.

## Udział w Tour de France
- 1904 - 1. miejsce
- 1905 - nie ukończył
- 1907 - nie ukończył
- 1908 - 8. miejsce
- 1909 - nie ukończył
- 1910 - 16. miejsce
- 1911 - 12. miejsce
- 1912 - 28. miejsce